# 오클랜드 하버 브리지

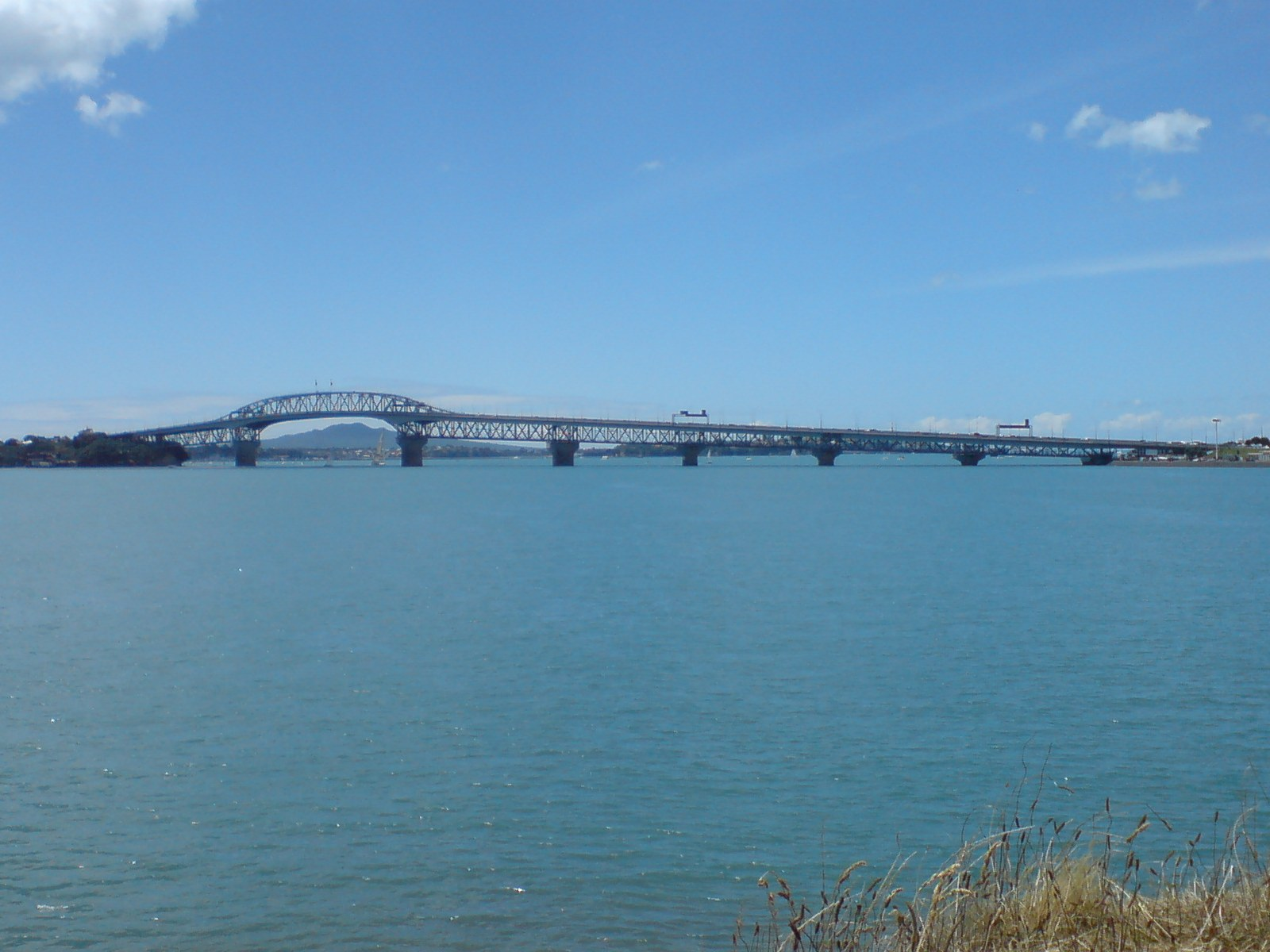
와치먼 섬에서 동쪽으로 바라본 오클랜드 하버 브리지

오클랜드 하버 브리지(영어: Auckland Harbour Bridge)는 뉴질랜드 오클랜드 내에 위치한 다리이다. 오클랜드의 세인트메리스베이와 노스코트를 잇는다. 뉴질랜드 제1 고속도로와 오클랜드 노던 모터웨이의 일부이다. NZ 트랜스포트 에이전시에 의해 운영된다. 뉴질랜드에서 두 번째로 긴 도로 다리이며, 북섬에서는 제일 길다.